# Casa de Guardia Vieja 392
La casa de Guardia Vieja 392 es un inmueble ubicado en la comuna de Providencia, Santiago de Chile, y que es reconocida por ser la residencia de Salvador Allende —presidente de Chile entre 1970 y 1973— y su familia entre 1953 y 1971.

## Historia
El terreno donde se encuentra el inmueble pertenecía desde 1940 a Federico Horstmann, quien lo traspasó a Frida Horstmann en enero de 1942, y un año después fue adquirido por Hernán Eyzaguirre Lyon. La propiedad fue construida por el arquitecto Fernando Castillo Velasco junto con Héctor Valdés en 1948 para la familia Arteaga Munizaga. En junio de 1953 Salvador Allende y su esposa, Hortensia Bussi, compraron la casa a Manuel Mujica —su propietario desde agosto de 1944— por 2 millones de pesos de la época; el dinero fue obtenido mediante un préstamo que obtuvo Bussi como funcionaria de la Dirección General de Estadística. La decisión de trasladarse a la comuna de Providencia fue debido a la tuberculosis pulmonar que aquejaba a Hortensia Bussi, tras lo cual la familia Allende decidió alejarse del centro de Santiago —anteriormente vivían en el departamento 26 de Victoria Subercaseaux 181, en los faldeos del cerro Santa Lucía— en búsqueda de aire más puro.
La residencia fue habitada de forma permanente por la familia Allende Bussi desde 1953 hasta 1971, fecha en que fue adquirida por el Estado la residencia en Tomás Moro 200 para ser fijada como residencia de los presidentes de Chile. En la casa de Guardia Vieja 392 ocurrieron visitas de renombre, como por ejemplo la de Pelagio Figueroa —secretario del Senado— para entregarle la sentencia del Congreso Pleno que lo ratificaba como presidente electo el 24 de octubre de 1970.
La residencia, de dos pisos y construida con piedra precordillerana chilena y maderas nativas, poseía en su patio trasero una puerta que comunicaba con la residencia vecina, habitada por Enrique Ropert y Miria Contreras, quien se convertiría en la secretaria personal de Allende. Posterior a la elección de Allende como presidente de Chile y antes de su traslado a la residencia de Tomás Moro, la casa de Guardia Vieja 392 fue conocida como «La Moneda chica», y en su interior contiene la colección de cántaros incas que pertenecía a Salvador Allende, además de su biblioteca personal y una mesa de comedor diseñada por Carlos Landea.
Tras la muerte de Salvador Allende en el golpe de Estado de 1973, la propiedad de la vivienda fue circulando entre los integrantes de la familia Allende Bussi; en abril de 1977 la titularidad de la casa pasó a Hortensia Bussi (50 %) y sus tres hijas (16,6 % cada una), mientras que en 1987 Isabel Allende Bussi recibió el 16,6 % que correspondía a su hermana Beatriz —fallecida en La Habana en octubre de 1977—. En junio de 1989 Isabel y Carmen Allende recibieron en partes iguales el porcentaje de la propiedad que correspondía a su madre, quedando Isabel Allende Bussi con el 58,2 % de la propiedad y Carmen con el 41,6 % restante; mediante una serie de traspasos posteriores, hacia 2024 la propiedad estaba repartida entre las hermanas Carmen e Isabel Allende Bussi (33,3 % cada una) y sus sobrinos Maya y Alejandro Fernández Allende (16,65 % cada uno). La casa fue abierta por primera vez al público para el Día de los Patrimonios en mayo de 2023.
El 20 de diciembre de 2024 se inició el proceso de compra de la vivienda de Guardia Vieja 392 por parte del gobierno chileno con el fin de convertirla en una casa museo de Salvador Allende; el anuncio de dicha transacción se realizó el 31 del mismo mes. El 3 de enero de 2025 el Ministerio de Bienes Nacionales paralizó la compra del inmueble —estimada en 933 millones de pesos— debido a que entre sus propietarios se encontraba Maya Fernández Allende, en aquel entonces ministra de Defensa y que estaba impedida de celebrar contratos con el Estado según el artículo 37 bis de la Constitución Política de la República; del mismo modo, la entonces senadora Isabel Allende Bussi también estaba impedida mediante el artículo 60 de la Constitución. Producto de la controversia generada, Maya Fernández Allende renunció al Ministerio de Defensa Nacional el 10 de marzo de 2025, mientras que Isabel Allende Bussi fue destituida del cargo de senadora por el Tribunal Constitucional, según acuerdo de dicho organismo del 3 de abril del mismo año.